# Hemligheten (1992)
Hemligheten (engelska: The Secret) är en amerikansk dramafilm från 1992 i regi av Karen Arthur. I huvudrollerna ses Kirk Douglas och Bruce Boxleitner. Filmen sändes på svensk TV 1993.

## Handling
Mike Dunmore har, främst på grund av stolthet, levt hela sitt liv med en hemlighet. Men han är även rädd för skammen om det hela uppdagades. Som ett resultat har relationen med hans son Patrick blivit ansträngd. De enda som känt till hemligheten var Mikes numera avlidna fru och hans bästa vän, Thurgood som arbetar i Mikes butik, som båda hjälpt till att dölja det så länge de kunde. 
Men när Mikes älskade barnbarn Danny visar sig ha samma problem, inser Mike att han inte längre kan dölja sin hemlighet. Det blir ännu mer omöjligt när han kandiderar i ett lokalt val och stöds i det.

## Rollista i urval
- Kirk Douglas - Mike Dunmore
- Bruce Boxleitner - Patrick Dunmore, Mikes son
- Brock Peters - Thurgood 'Uncle T.' Carver III
- Laura Harrington - Meredith Dunmore, Patricks fru
- Jesse R. Tendler - Danny Dunmore, Mikes barnbarn
- Anne Twomey - doktor Meyers
- Kathleen McNenny - Mrs. Norell
- Stanley Anderson - Pete
- Skipp Sudduth - Jack
- John Christopher Jones - Link
- Richard Paul Cockayne - Billy
- Richard Donat - Shane